# Motuara Island
Motuara Island ist eine Insel im Queen Charlotte Sound im Norden der Südinsel von Neuseeland.

## Geographie
Motuara Island befindet sich im nördlichen Teil des Queen Charlotte Sounds zwischen der in einer Entfernung von 1,45 km westlich liegenden Landzunge, die am Cape Jackson endet und östlich der rund 1,8 km entfernten nordwestlichen Landzunge von Arapaoa Island. Bis zur Nachbarinsel Long Island, die in südsüdöstlicher Richtung liegt, sind es rund 1,35 km. Die Insel besitzt bei einer Flächenausdehnung von rund 59 Hektar eine Länge von rund 1,685 km in Nordnordost-Südsüdwest-Richtung und eine maximale Breite von rund 490 m in Ost-West-Richtung. Die höchste Ergebung befindet sich mit 128 m im südlichen Teil der Insel.
An der Südostspitze von Motuara Island schließt sich in einer Entfernung von lediglich 3 m die kleine schmale und grüne Insel Hippa Island an. Sie besitzt eine Länge von rund 270 m bei einer maximalen Breite von gut 50 m. Ihre Fläche bemisst sich auf 0,8 Hektar.

## Geschichte
Bevor die Europäer Neuseeland entdeckten und besiedelten, befand sich auf der kleinen Motuara Island vorgelagerten Insel Hippa Island ein Pā (Dorf) der Māori. Ihren ersten Kontakt zu Europäern bekamen sie, als im Jahr 1770 der Seefahrer und Entdecker Kapitän James Cook in der Ship Cove westlich der Insel vor Anker ging und seinerzeit die britische Souveränität über die Südinsel proklamierte.
Zu Beginn des 20. Jahrhunderts wurde der Waldbestand der Insel abgebrannt und die Insel zur Schafzucht verwendet. Später wurde sie als experimentelle Angora-Ziegenfarm genutzt.

## Flora und Fauna
Die beiden Inseln sind seit dem Jahr 1992 frei von Ratten und haben sich seit der Zeit, als sie nicht mehr als Farmland genutzt wurden (vor ca. 70–80 Jahren), regeneriert und sind heute wieder von Wald bewachsen. Seit 1992 wurden Vögel, wie der Südinsel-Sattelvogel, der unter den Māori Tīeke genannt wird, der Langbeinschnäpper (Toutouwai), der Springsittich (Kākāriki) und der Maud-Island-Frosch (Pakeka) auf die Insel umgesiedelt, andere haben sich selbst angesiedelt.

## Aussichtspunkt

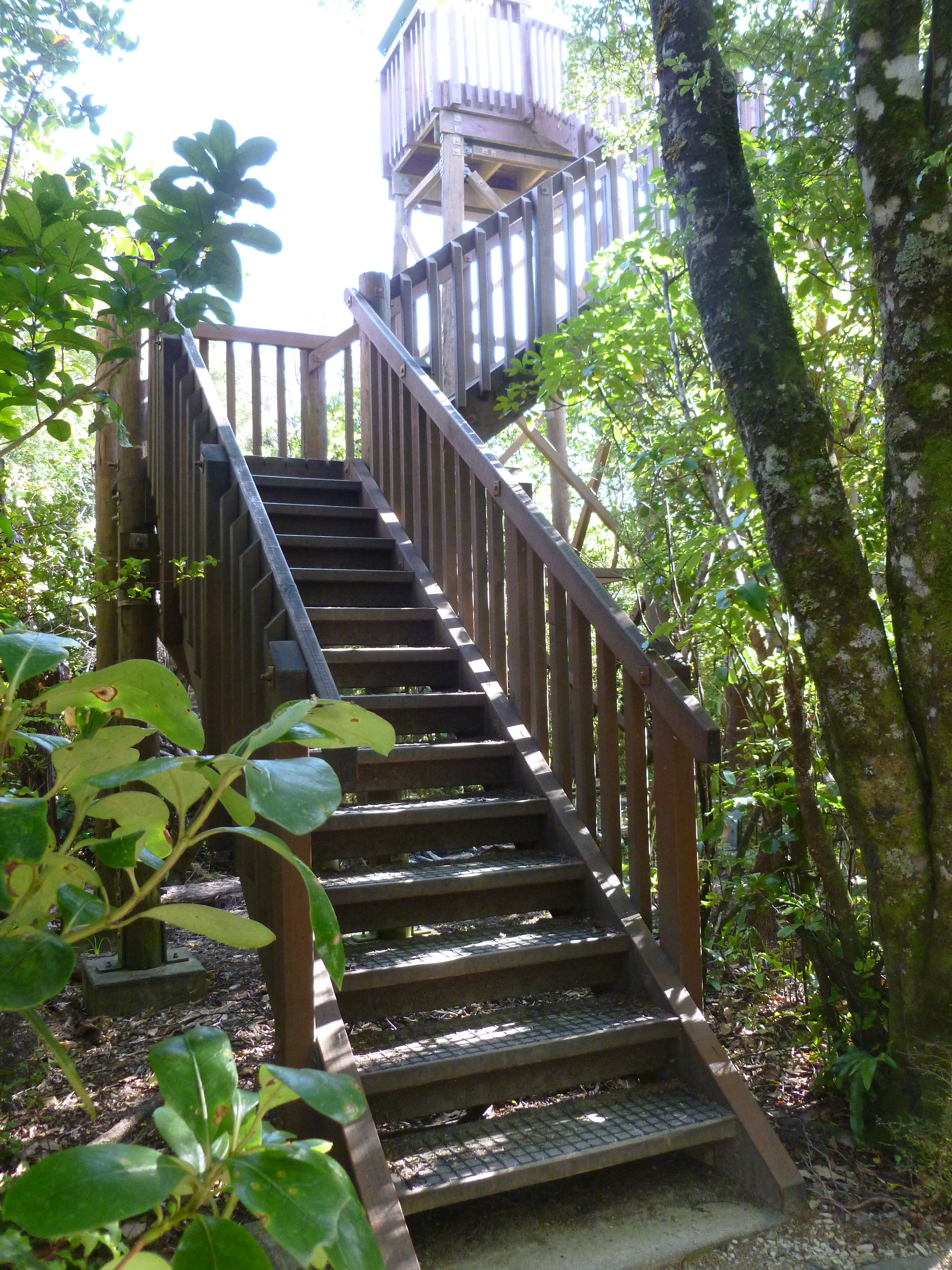
Aussichtspunkt im Süden der Insel

Im Süden der Insel wurde auf dem höchsten Punkt von lokalen Gruppen eine Aussichtsplattform errichtet, die einer Rundumsicht auf den Queen Charlotte Sounds mit seinen angrenzenden Bergen und Inseln bietet.